# Abertillery
Abertillery est une ville du county borough de Blaenau Gwent, dans le pays de Galles, au Royaume-Uni.
Abertillery est jumelée avec la ville française de Royat, depuis le 1er mars 2010